# Maratea
Maratea is een plaats in de Zuid-Italiaanse regio Basilicata (provincie Potenza).
De plaats ligt aan het stukje Tyrreense kust dat aan de regio Basilicata toebehoort, hier ook wel Golf van Policastro genoemd. Maratea bestaat uit twee delen: Maratea Inferiore aan de kust, met kleine strandjes en een haven, en Maratea Superiore op een berghelling. Het oude centrum met zijn nauwe steegjes ligt in het hoge deel. Hier staat de 15e-eeuwse kerk Santa Maria Maggiore.
Het belangrijkste monument van Maratea is het 22 meter hoge beeld van De Verlosser dat op de top van de Monte San Biagio (624 m) staat. Het is het op een na grootste Jezusbeeld ter wereld, op dat van Rio de Janeiro na. In nabijheid van dit beeld staan de basiliek San Biagio en de resten van het vervallen gehucht Castello. Vanaf de Monte San Biagio heeft men een goed uitzicht over de Golf van Policastro en de ruige kust van de Cilento.
De schrijfster Nicky Pellegrino, een Engelse, met Italiaanse roots schreef het boek Villa Rosa (2010). Het verhaal speelt zich gedeeltelijk af in Triento in Italië. In werkelijkheid is dit Maratea in Basilicata, met het reusachtige Christusbeeld op de berg.

## Afbeeldingen

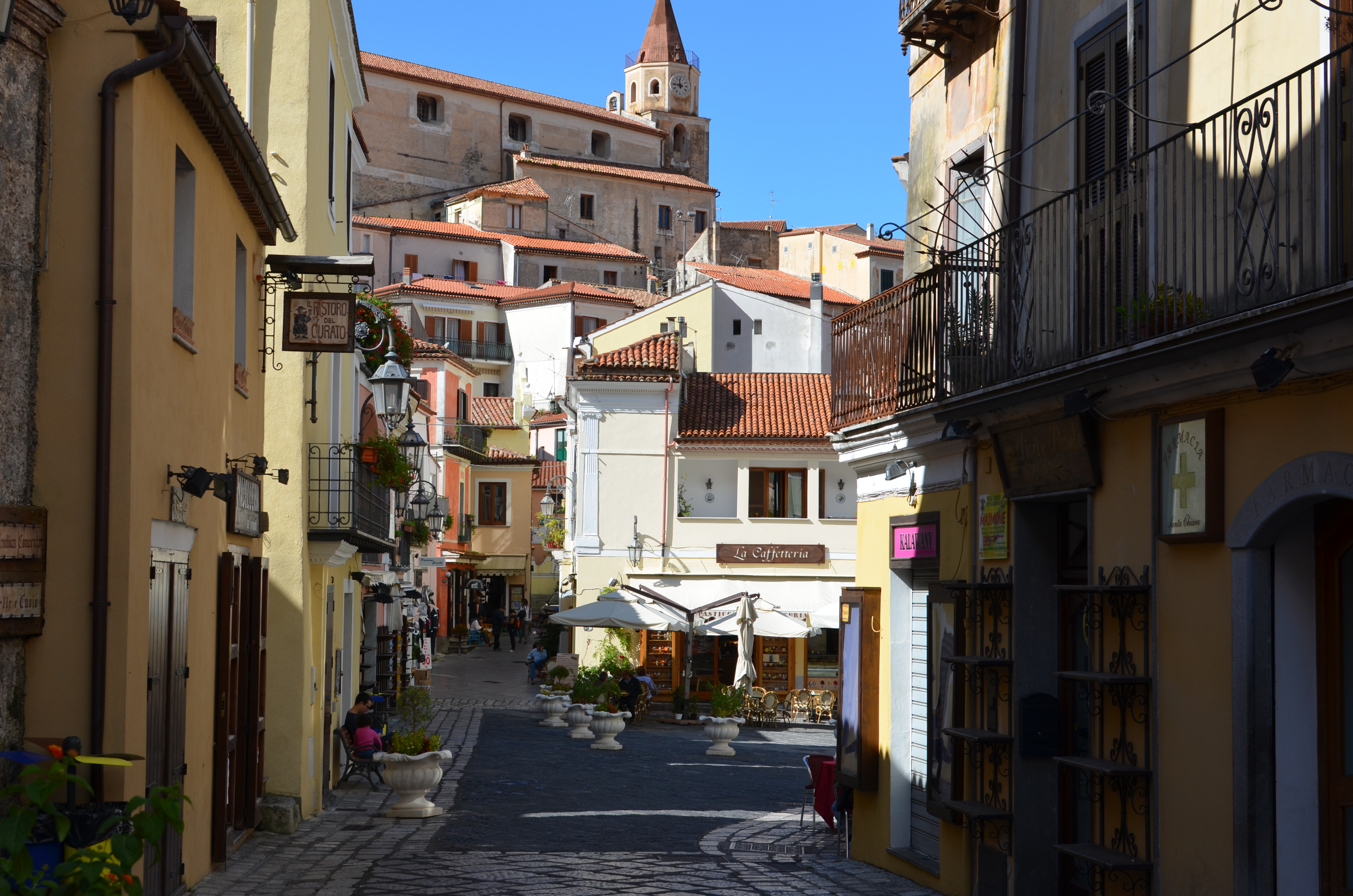
Het oude centrum
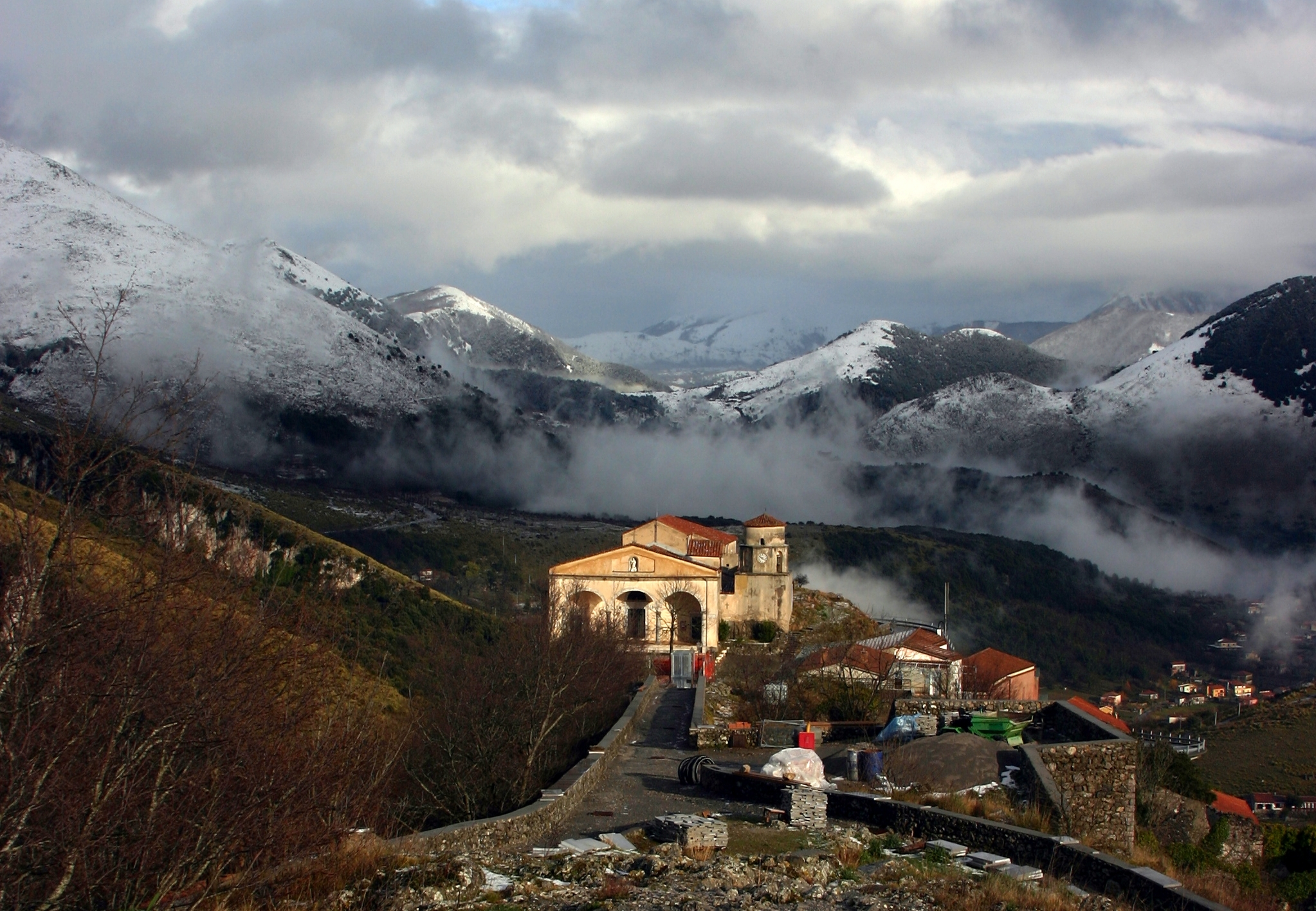
De basiliek San Biagio
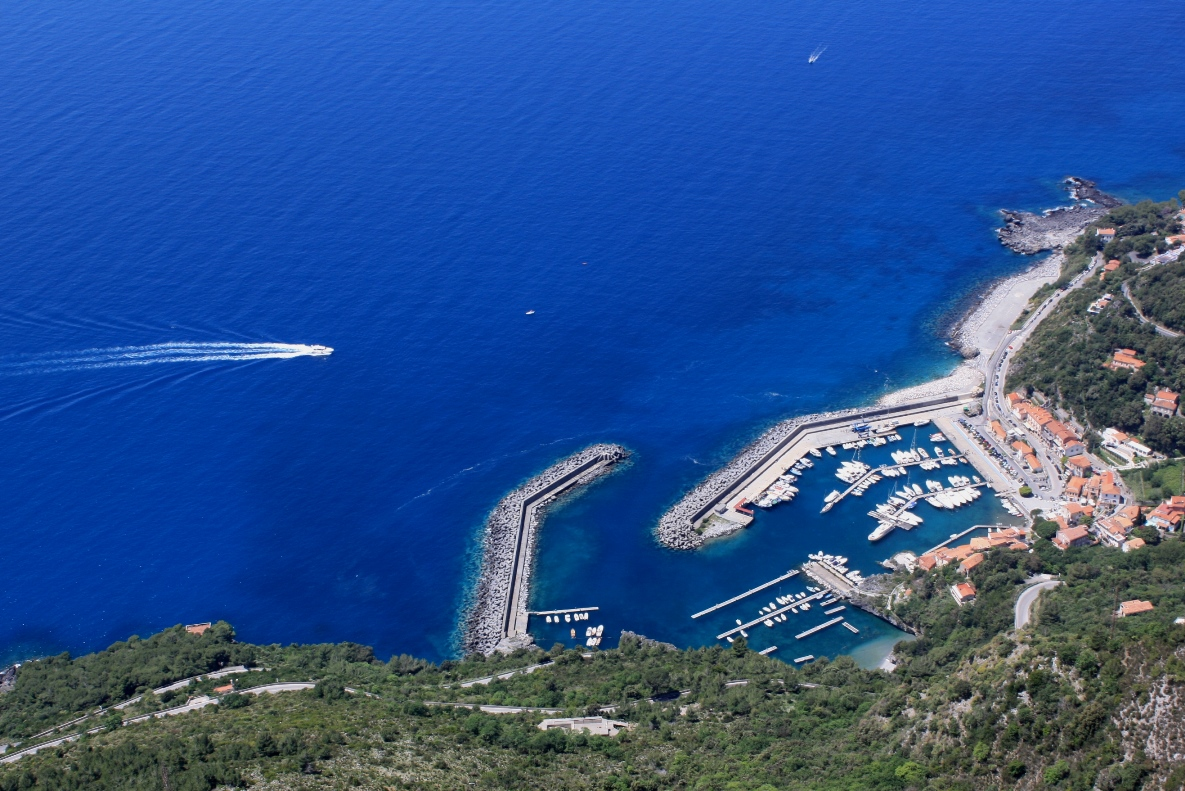
Haven van Maratea

## Geboren
- Francesco Ferdinando Sanseverino (1723-1793), aartsbisschop
- Casimiro Gennari (1839-1914), kardinaal
- Angelina Mango (2001), singer-songwriter